# آنکا پاتراشکویو
آنکا پاتراشکویو (به انگلیسی: Anca Pătrășcoiu) (زادهٔ ۱۷ اکتبر ۱۹۶۷) شناگر اهل رومانی است.